# I-176 (sous-marin)
Pour les articles homonymes, voir I76 et I176.
L'I-176  (イ-176) est un sous-marin de classe Kaidai (海大型潜水艦, Kaidai-gata sensuikan) de la sous-classe Kaidai VII (海大7型（伊七十六型/伊百七十六型）, Kaidai-nana-gata, classe I-76/I-176) en service dans la marine impériale japonaise.
Le sous-marin le plus performant de sa classe, il endommagea sévèrement le croiseur lourd USS Chester en octobre 1942 et coula le sous-marin USS Corvina en novembre 1943, le seul sous-marin japonais à avoir coulé un de ses homologues américains. Le I-176 fut coulé en mai 1944 dans le Pacifique occidental par les destroyers américains USS Franks, USS Haggard et USS Johnston.

## Contexte
Après la Première Guerre mondiale, la marine impériale japonaise a réévalué l'utilisation de la guerre sous-marine comme élément de stratégie de flotte en raison du déploiement réussi de croiseurs-sous-marins à long rayon d'action pour les raids commerciaux des principales marines de combat. Les stratèges japonais en sont venus à réaliser les possibilités d'utilisation de l'arme pour la reconnaissance à longue portée, et dans une guerre d'usure contre une flotte ennemie qui s'approchait du Japon. Deux grands sous-marins japonais à longue portée avaient déjà été construits dans le cadre du programme de la flotte des Huit-six en tant que prototypes (I-51 et I-52), mais l'arrivée le 20 juin 1919 de sept U-boote allemands reçus par le Japon en réparation de guerre à la fin de la Première Guerre mondiale a conduit à une refonte complète. Les Japonais ont rapidement embauché des centaines d'ingénieurs et de techniciens de sous-marins allemands et d'anciens officiers de sous-marins allemands au chômage à la suite de la défaite de l'Allemagne pendant la Première Guerre mondiale, et les ont fait venir au Japon dans le cadre de contrats de cinq ans. L'ONI (Office of Naval Intelligence) américain a estimé que quelque 800 conseillers allemands s'étaient rendus au Japon à la fin de 1920. Les Japonais ont également envoyé des délégations en Allemagne, et 
ont participé activement à l'achat de nombreux brevets.

## Description
Les sous-marins de la sous-classe KD7 étaient des sous-marins d'attaque à moyenne portée développés à partir de la sous-classe KD6 précédente. La dernière version de la classe Kaidai a été élaborée en 1939. La construction s'étalant entre 1942 et 1943, la décision avait été prise à la suite du quatrième plan de réarmement japonais. Les tubes lance-torpilles arrières ont été supprimés pour en placer six à l'avant. L'endurance de ces navires a été portée à 75 jours.
Ils ont un déplacement de 1 656 t en surface et 2 644 t en immersion. Les sous-marins mesuraient 105 mètres de long, avaient une largeur de 8,25 mètres et un tirant d'eau de 4,58 mètres. Les sous-marins permettaient une profondeur de plongée de 80 m et avaient un effectif de 86 officiers et membres d'équipage. 
Kampon a été retenu comme fabricant des moteurs diesel Mk.1B Model 8, dont les performances étaient supérieures de 30% à celles des moteurs des premières sous-classes. Pour la navigation de surface, les sous-marins étaient propulsés par deux moteurs diesel de 4 000 cv (2 950 kW), chacun entraînant un arbre d'hélice. En immersion, chaque hélice était entraînée par un moteur électrique de 900 chevaux-vapeur (671 kW). Ils pouvaient atteindre 23,1 nœuds (42,8 km/h) en surface et 8 nœuds (14,8 km/h) sous l'eau. En surface, les KD7 avaient une autonomie de 8 000 milles nautiques (15 000 km) à 16 noeuds (30 km/h); en immersion, ils avaient une autonomie de 50 milles nautiques (193 km) à 5 noeuds (9,3 km/h).
Les sous-marins étaient armés de 6 tubes lance-torpilles internes de 53,3 cm, tous à l'avant. Ils transportaient une recharge pour chaque tube, soit un total de 12 torpilles Type 95. Ils étaient également armés d'un canon de pont de 120 mm (L/40) Type 11e année pour le combat en surface et de 2 canons anti-aérien de 25 mm Type 96.

## Construction
Construit par l'Arsenal naval de Kure au Japon, le I-176 a été mis sur cale le 22 juin 1940 sous le nom de sous'marin n°154. Il a été lancé le 7 juin 1940 et renommé I-176. le 20 mai 1942. Il a été achevé et mis en service le 4 août 1942.

## Historique
Le I-176 a été commandée en 1939 mais la construction n'a commencé qu'en 1941 à l'arsenal naval de Kure dans la préfecture d'Hiroshima. Mis en service le 4 août 1942, le I-176 est rattaché au district naval de Kure et affecté à la 11e division de sous-marins. Le capitaine de corvette (海軍少佐 (Kaigun-shōsa)) Tanabe Yahachi est le 1er commandant du sous-marin.
Il est envoyé à Truk en septembre 1942. Le 13 octobre, un groupe de transporteurs américains a été aperçu au large des îles Salomon. Les sous-marins japonais présents dans la zone, dont le I-176, ont reçu l'ordre de se diriger vers le nord pour mener une attaque, mais le I-176 a été le seul navire japonais à réussir à engager un des navires américains. Il a attaqué le croiseur lourd USS Chester (CA-27) le 20 octobre 1942, à la position géographique de 13° 31′ S, 163° 17′ E, à quelque 105 milles nautiques (190 km) au sud-est de l'île Makira (alors connue sous le nom de San Cristobal). Le croiseur a été gravement endommagé, faisant 11 morts et 12 blessés. Après être retourné à Sydney, en Australie, pour effectuer des réparations, le Chester a dû se retirer à Norfolk, en Virginie, pour des réparations qui l'ont tenu à l'écart de la guerre jusqu'en septembre 1943.

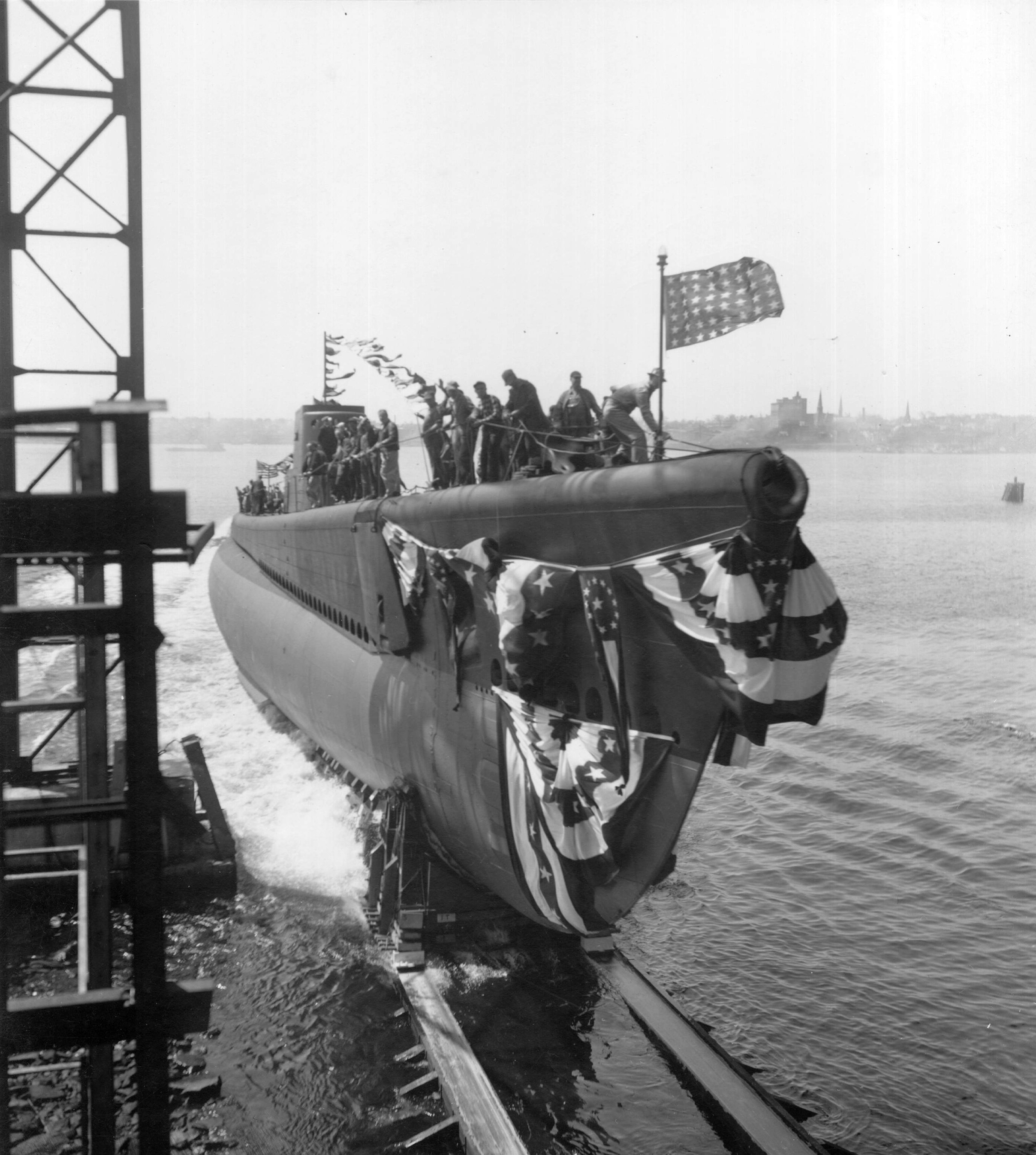
Le USS Corvina, coulé par le I-176 le 16 novembre 1943

Le I-176 a ensuite été converti à un rôle de transport, son canon de pont de 120 mm (4,7 pouces) ayant été enlevé et des accessoires pour une péniche de débarquement ajoutés. Il a été commandé à Guadalcanal, où il a mené à bien la première opération de réapprovisionnement en sous-marins de la garnison japonaise sur l'île en décembre 1942. Une deuxième mission de ravitaillement a échoué le mois suivant. En mars 1943, le I-176 évita de justesse la destruction lorsqu'il fut attaqué à Lae, en Papouasie-Nouvelle-Guinée, par des bombardiers américains North American B-25 Mitchell alors qu'il déchargeait des fournitures. Son commandant, Yahachi Tanabe, fut blessé par les tirs de mitrailleuses des bombardiers et dut renoncer à son commandement quelques jours plus tard.
Après plusieurs mois de réparations au Japon, le I-176 retourna à Lae, Sio et Finschhafen en Nouvelle-Guinée pour effectuer avec succès un certain nombre de ravitaillements entre juillet et octobre 1943. Le sous-marin est commandé à Truk en novembre 1943, mais ses instructions sont interceptées par les services de renseignement américains. Plusieurs sous-marins américains dans la région de Truk ont été informés qu'un sous-marin japonais se trouvait à proximité. Un message du I-176 fut intercepté qui indiquait que le navire avait "reçu une torpille directe frappée en route vers Truk, sans dommage". Il avait vraisemblablement été attaqué par un sous-marin américain mais avait échappé aux dommages, très probablement en raison d'une torpille défectueuse. Le 16 novembre, l'attaquant probable, le USS Corvina, a lui-même été coulé par le I-176. Le journal de bord du I-176 indique qu'il a tiré trois torpilles, dont deux ont détruit la cible. La perte du Corvina ne fut annoncée que le 14 mars 1944; il fut le seul sous-marin américain à avoir été coulé par un sous-marin japonais pendant toute la guerre.
Le I-176 retourne à Kure au Japon pour une révision entre la fin novembre 1943 et la mi-mars 1944. Il revint ensuite à Truk en avril 1944 et fut envoyé sur l'île Buka, à l'extrême ouest de l'archipel des îles Salomon, où il devait entreprendre un nouveau voyage de ravitaillement. Il fut repéré par un avion de patrouille américain dont les rapports radio convoquèrent les destroyers USS Franks (DD-554), USS Haggard (DD-555) et USS Johnston (DD-557) sur les lieux. Le matin du 16 mai, les destroyers commencèrent à ratisser les eaux au large de Buka. Le Haggard a établi un contact sonar à la position géographique de 4° 01′ S, 156° 29′ E à 21h45 et a commencé à larguer des grenades sous-marines. Les autres destroyers se sont joints à lui, effectuant une série d'attaques par grenades sous-marines qui se sont poursuivies pendant plusieurs heures. Le lendemain matin, les destroyers ont trouvé des preuves de la destruction du I-176 - des fragments de bois de santal et de liège et du papier marqué de mots japonais. Il n'y eut aucun survivant. 
Le I-176 fut présumé perdu le 11 juin 1944 et fut retiré de la liste de la marine japonaise le 10 juillet.